# 8182 Akita
8182 Akita è un asteroide della fascia principale. Scoperto nel 1992, presenta un'orbita caratterizzata da un semiasse maggiore pari a 2,8795886 UA e da un'eccentricità di 0,0854962, inclinata di 1,86178° rispetto all'eclittica.